# (22752) 1998 VS34
1998 في أس 34 (ويعرف أيضًا باسم (22752) 1998 في أس 34 وفق تسمية الكوكب الصغير) (بالإنجليزية: 1998 VS34)‏ هو كويكب ضمن حزام الكويكبات؛ وترتيبه 22752 من حيث الاكتشاف.
اكتُشف هذا الجُرم الفلكي بواسطة ماورا تومبيلي ‏ في 15 نوفمبر 1998.

## وصلات خارجية
- (22752) 1998 VS34 في قاعدة بيانات مختبر الدفع النفاث لأجرام النظام الشمسي الصغيرة

- الاكتشاف · مخطط المدار ·  العناصر المدارية · المعلمات المادية

- (22752) 1998 VS34 على موقع ويكي سكاي: DSS2, SDSS, GALEX, IRAS, Hydrogen α, X-Ray, Astrophoto, Sky Map, Articles and images